# Étang de Campignol
L'étang de Campignol est une surface d'eau lagunaire située sur le littoral méditerranéen du département de l'Aude, au sud de la montagne de la Clape, entre l'étang de Bages-Sigean et la mer Méditerranée, couvrant 406 hectares.

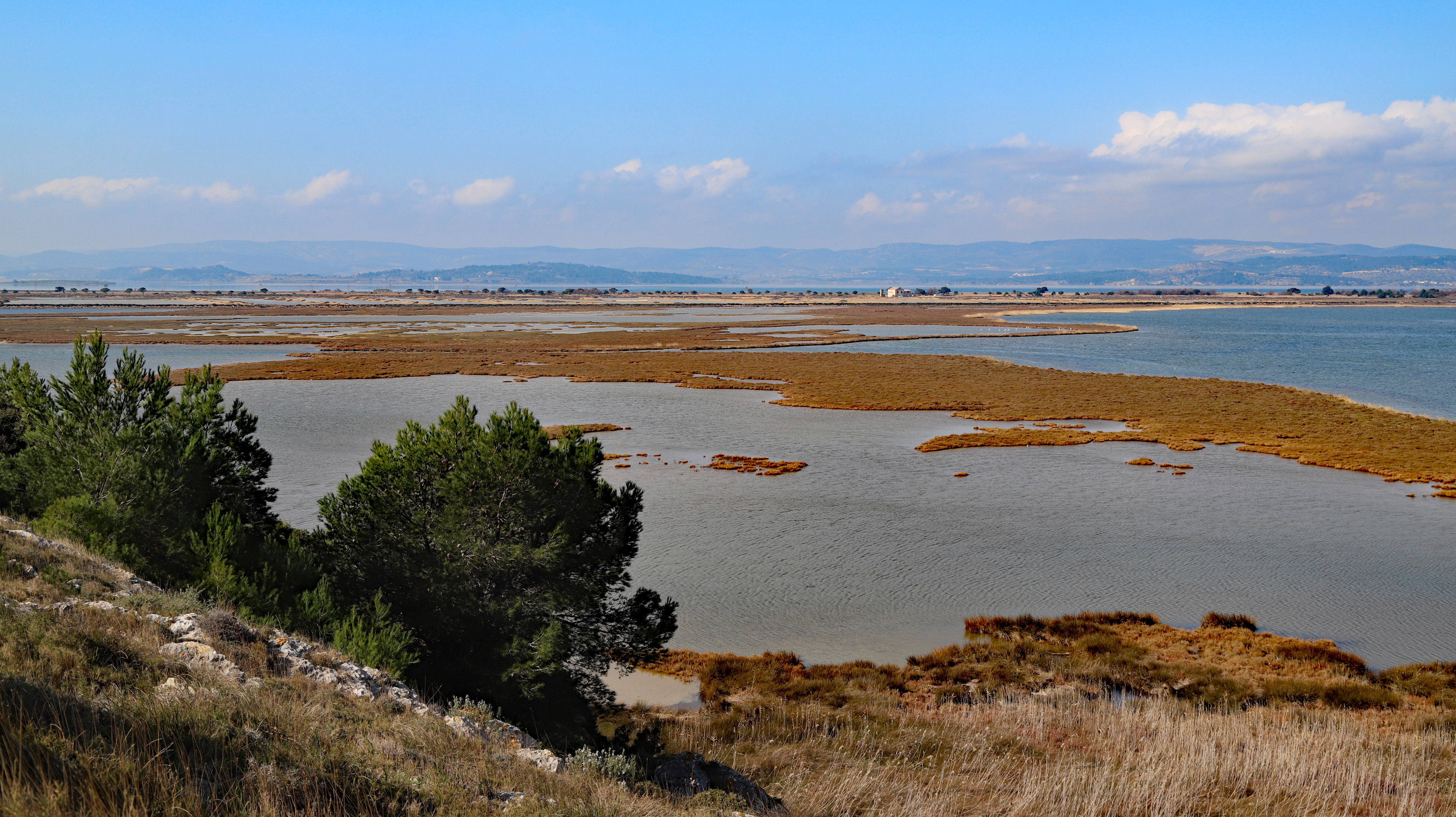
L'étang de Campignol, au loin les bâtiments de l'ancienne douane.

## Description
Situé sur la commune de Gruissan, l'étang est inclus sur le périmètre du Parc naturel régional de la Narbonnaise en Méditerranée, au nord de l'étang de l'Ayrolle avec lequel il échange les eaux par un petit canal. Il est bordé à l'ouest par l'ancien Salins de Campignol, fermé en 1963  qui fait l'objet de campagnes annuelles de nettoyage .
Le plan d'eau permanent est entouré de roselières, de sansouires et de prés salés périodiquement submergés.
Le roc de Conilhac, un ancien îlot calcaire de cet étang, est aujourd'hui relié à la terre à la suite d'apports récents de dépôts sédimentaires fluvio-marins.
L'étang de Campignol est aussi une réserve de chasse maritime depuis 1973. La dégradation de la qualité de l'eau du lac fait l'objet d'un programme de recherche.

## Divers
- Le site est classé Natura 2000, en ZNIEFF (910030040)[4] et en Zone humide protégée par la convention de Ramsar[6] (FR7200023).